# Postlumination
 (novembre 2016).
Si vous disposez d'ouvrages ou d'articles de référence ou si vous connaissez des sites web de qualité traitant du thème abordé ici, merci de compléter l'article en donnant les références utiles à sa vérifiabilité et en les liant à la section « Notes et références ».

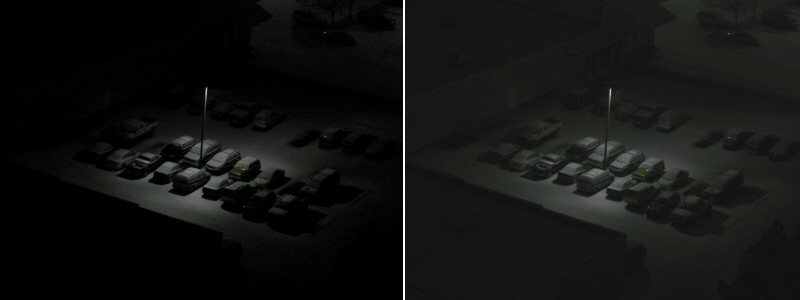
Simulation numérique de l'application de la postlumination

Au cinéma, la postlumination est une technique d'alteration du contraste qui utilise les propriétés naturelles de l'émulsion photosensible d'un film pour faire ressortir les détails dans les parties sous-exposés d'une image. 
Ce procédé consiste à exposer uniformément la pellicule à une très faible lumière. Puisque le niveau d'exposition croit sur une base logarithmique, ce minime ajout n'affecte pas les tons de gris et les tons clairs tout en haussant l'exposition des parties obscures de l'image.   
Cette technique peut être utilisée avant, pendant ou après le tournage d'un film mais obligatoirement avant le tirage de la pellicule. Quand elle est appliquée avant ou après, c'est le laboratoire photo qui est chargé de calibrer l'exposition afin que celle-ci ne génère pas des images trop neutres.    
Pendant le tournage, des dispositifs comme le Panaflasher de Panavision, qui est monté entre le corps de la caméra et le magasin, et le Varicon de Arriflex, un filtre luminescent à intensité ajustable, permettent d'appliquer cette technique en temps direct.   
La postlumination est souvent décrite comme un pourcentage d'augmentation de l'exposition par rapport à la valeur du voile de base du film. Même s'il affiche le plus souvent une température de couleur neutre, l'exposition lumineuse peut être de toutes les couleurs : les couleurs s'incrusteront de façon inversement proportionnelle aux ombres de l'image.